# Ganglion spinale
Het ganglion spinale, meervoud ganglia spinalia, spinale ganglion of ruggenmergszenuwknoop is een verdikking van de zenuwbaan, van de sensorische zenuw aan de dorsale kant van het ruggenmerg. Hier liggen de cellichamen van sensorische neuronen.
|  |  |  |